# Moczyłki
Moczyłki [pronunciación en polaco: /mɔˈt͡ʂɨu̯ki/] (alemán: Springkrug) es un pueblo en el distrito administrativo de Gmina Białogard, dentro del Distrito de Białogard, Voivodato de Pomerania Occidental, en el noroeste de Polonia. Se encuentra aproximadamente 5 kilómetros al sudeste de Białogard y 115 kilómetros al noreste del capital regional, Szczecin.
Hasta 1945 el área era parte de Alemania. Para conocer más sobre la historia de la región, véase Historia de Pomerania.